# 熊性美
熊性美（1926年10月—2015年7月8日），男，汉族，祖籍江西丰城，生于北平，中国经济学家，曾任中国民主促进会中央委员会委员、天津市委员会副主任委员，第七、八、九届全国政协委员。

## 家庭
父亲熊佛西，母亲朱君允。